# Żyła podobojczykowa

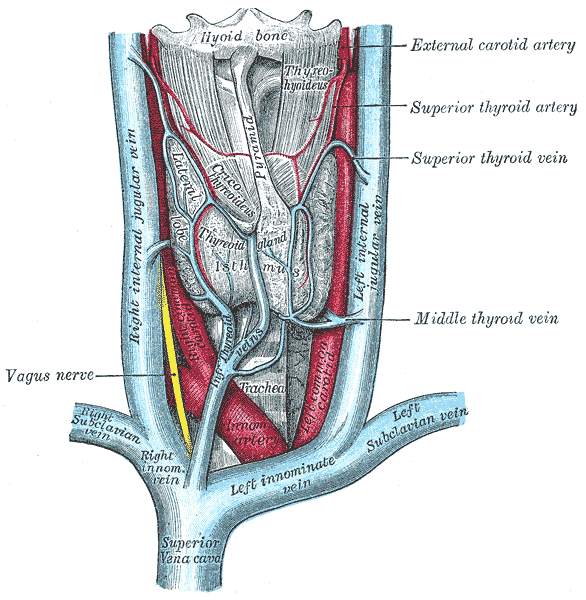
Główne żyły śródpiersia górnego. Widoczne obie żyły podobojczykowe (Right Subclavial vein i Left Subclavial vein).

Żyła podobojczykowa (łac. vena subclavia) – w anatomii człowieka żyła będąca przedłużeniem żyły pachowej, rozciągająca się od brzegu zewnętrznego żebra pierwszego do przyśrodkowego brzegu mięśnia pochyłego przedniego, gdzie zwykle łączy się z żyłą szyjną wewnętrzną, tworząc żyłę ramienno-głowową.

## Topografia
Żyła leży w trójkącie bocznym szyi oraz w okolicy mostkowo-obojczykowo-sutkowej; zmierzając w kierunku podstawy szyi przechodzi przez szczelinę przednią mięśni pochyłych. Obojczyk wraz z mięśniem podobojczykowym zasłania ją od przodu, tętnica podobojczykowa biegnie do tyłu od niej, swoim wierzchołkiem sięgając nieco wyżej. Oba naczynia są rozdzielone mięśniem pochyłym przednim oraz nerwem przeponowym. Poniżej znajduje się pierwsze żebro i osklepek opłucnej. Żyła podobojczykowa lewa i prawa mają przebieg symetryczny.

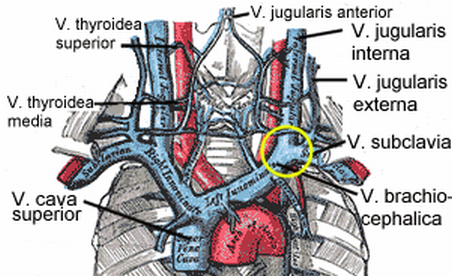
Kąt żylny lewy

Żyła posiada zwykle parę zastawek 2 cm od swego końca. Większość istniejących na jej obszarze naczyń żylnych odchyla się w pobliżu swych ujść od jednoimiennych tętnic, wpadając do żyły ramienno-głowowej lub żyły szyjnej wewnętrznej – z tego względu żadna żyła nie stanowi jej stałego dopływu. Do najczęściej występujących należą: żyła szyjna zewnętrzna, żyła grzbietowa łopatki i czasem żyła szyjna przednia. W miejscu zespoleń z żyłą szyjną wewnętrzną (kąt żylny) do lewej żyły podobojczykowej wpada przewód piersiowy, a prawa przyjmuje przewód limfatyczny prawy.

## Znaczenie kliniczne
- Żyła podobojczykowa jest najczęstszym miejscem dostępu do założenia wkłucia centralnego. Zależnie od przyjętej metody, kaniulę wprowadza się do naczynia tuż nad górną lub dolną krawędzią obojczyka.

- Nadmierne nadwerężanie i nienaturalne ruchy w stawie ramiennym mogą powodować zastój krwi i chłonki w naczyniu, prowadząc do pojawienia się zakrzepicy. Wtórna zakrzepica jest częstą komplikacją spowodowaną wkłuciem centralnym lub (rzadko) radykalną mastektomią z jednoczesnym usunięciem węzłów pachowych (por. zabieg Halsteda, zabieg Pateya).

- Sposób przymocowania błony zewnętrznej żyły podobojczykowej do otaczających ją elementów powoduje, że otwarta w wyniku poważnego zranienia żyła stale zieje.